# Liste des gouverneurs de Floride
Le gouverneur de Floride (en anglais : Governor of Florida) est le chef du pouvoir exécutif de l'État américain de Floride, présidant le cabinet gouvernemental de l'État. L'actuel gouverneur de Floride est le républicain Ron DeSantis, en fonction depuis le 8 janvier 2019.

## Pouvoirs
Le gouverneur a le devoir de veiller à la bonne exécution des lois de Floride et d'ordonner à la Garde nationale de l'État de préserver la paix publique, en sa qualité de commandant en chef des forces armées de l'État qui ne sont pas au service des États-Unis tant que le président des États-Unis n'en fait pas la demande. Au moins une fois pendant la législature, le gouverneur à le devoir de s'adresser au pouvoir législatif de Floride, lors d'un discours nommé State of the State Address. Il présente dans ce discours les détails du fonctionnement du gouvernement de l'État et suggère de nouvelles lois. Le gouverneur est élu au suffrage universel, tous les quatre ans et ne peut exercer au maximum que deux mandats.

## Liste des gouverneurs
Pour la période précédent 1821, voir la liste des gouverneurs coloniaux de Floride.

### Gouverneur militaire
La Floride est acquise par les États-Unis auprès de l'Espagne selon les termes du Traité d'Adams-Onís, qui entre en vigueur le 10 juillet 1821. La région était avant ce traité administré par le commandant des forces armées chargées d'établir le contrôle américain sur la région.
| No | Nom            | Début du mandat | Fin du mandat    | Notes |
| -- | -------------- | --------------- | ---------------- | ----- |
| 1  | Andrew Jackson | 10 mars 1821    | 31 décembre 1821 | ,     |

### Gouverneurs du Territoire de Floride
Le Territoire de Floride est institué le 30 mars 1822.
| No | Nom                | Début du mandat | Fin du mandat   | Parti | Parti     | Nommé par                                       |
| -- | ------------------ | --------------- | --------------- | ----- | --------- | ----------------------------------------------- |
| 1  | William Pope Duval | 17 avril 1822   | 24 avril 1834   |       |           | James Monroe, John Quincy Adams, Andrew Jackson |
| 2  | John Eaton         | 24 avril 1834   | 16 mars 1836    |       | Démocrate | Andrew Jackson                                  |
| 3  | Richard Keith Call | 16 mars 1836    | 2 décembre 1839 |       |           | Andrew Jackson                                  |
| 4  | Robert R. Reid     | 2 décembre 1839 | 19 mars 1841    |       |           | Martin Van Buren                                |
| 5  | Richard Keith Call | 19 mars 1841    | 11 août 1844    |       |           | William Henry Harrison, John Tyler              |
| 6  | John Branch        | 11 août 1844    | 25 juin 1845    |       | Démocrate | John Tyler                                      |

### Gouverneurs de Floride
L'État de Floride est admis au sein de l'Union le 3 mars 1845.
| No | Nom                  | Début de mandat   | Fin de mandat     | Parti | Parti       |
| -- | -------------------- | ----------------- | ----------------- | ----- | ----------- |
| 1  | William D. Moseley   | 25 juin 1845      | 1er octobre 1849  |       | démocrate   |
| 2  | Thomas Brown         | 1er octobre 1849  | 3 octobre 1853    |       | whig        |
| 3  | James E. Broome      | 3 octobre 1853    | 5 octobre 1857    |       | démocrate   |
| 4  | Madison S. Perry     | 5 octobre 1857    | 7 octobre 1861    |       | démocrate   |
| 5  | John Milton          | 7 octobre 1861    | 1er avril 1865    |       | démocrate   |
| 6  | Abraham K. Allison   | 1er avril 1865    | 19 mai 1865       |       | démocrate   |
| 7  | William Marvin       | 13 juillet 1865   | 20 décembre 1865  |       | Sans        |
| 8  | David S. Walker      | 20 décembre 1865  | 4 juillet 1868    |       | républicain |
| 9  | Harrison Reed        | 4 juillet 1868    | 7 janvier 1873    |       | républicain |
| 10 | Ossian B. Hart       | 7 janvier 1873    | 18 mars 1874      |       | républicain |
| 11 | Marcellus L. Sterns  | 18 mars 1874      | 2 janvier 1877    |       | républicain |
| 12 | George F. Drew       | 2 janvier 1877    | 4 janvier 1881    |       | démocrate   |
| 13 | William D. Bloxham   | 4 janvier 1881    | 7 janvier 1885    |       | démocrate   |
| 14 | Edward A. Perry      | 7 janvier 1885    | 8 janvier 1889    |       | démocrate   |
| 15 | Francis P. Fleming   | 8 janvier 1889    | 3 janvier 1893    |       | démocrate   |
| 16 | Henry L. Mitchell    | 3 janvier 1893    | 5 janvier 1897    |       | démocrate   |
| 17 | William D. Bloxham   | 5 janvier 1897    | 8 janvier 1901    |       | démocrate   |
| 18 | William S. Jennings  | 8 janvier 1901    | 3 janvier 1905    |       | démocrate   |
| 19 | Napoleon B. Broward  | 3 janvier 1905    | 5 janvier 1909    |       | démocrate   |
| 20 | Albert W. Gilchrist  | 5 janvier 1909    | 7 janvier 1913    |       | démocrate   |
| 21 | Park Trammell        | 7 janvier 1913    | 2 janvier 1917    |       | démocrate   |
| 22 | Sidney J. Catts      | 2 janvier 1917    | 4 janvier 1921    |       | Prohibition |
| 23 | Cary A. Hardee       | 4 janvier 1921    | 6 janvier 1925    |       | démocrate   |
| 24 | John W. Martin       | 6 janvier 1925    | 8 janvier 1929    |       | démocrate   |
| 25 | Doyle E. Carlton     | 8 janvier 1929    | 3 janvier 1933    |       | démocrate   |
| 26 | David Sholtz         | 4 janvier 1933    | 5 janvier 1937    |       | démocrate   |
| 27 | Fred P. Cone         | 5 janvier 1937    | 7 janvier 1941    |       | démocrate   |
| 28 | Spessard L. Holland  | 7 janvier 1941    | 2 janvier 1945    |       | démocrate   |
| 29 | Millard F. Caldwell  | 2 janvier 1945    | 4 janvier 1949    |       | démocrate   |
| 30 | Fuller Warren        | 4 janvier 1949    | 6 janvier 1953    |       | démocrate   |
| 31 | Daniel T. McCarty    | 6 janvier 1953    | 28 septembre 1953 |       | démocrate   |
| 32 | Charley E. Johns     | 28 septembre 1953 | 4 janvier 1955    |       | démocrate   |
| 33 | Thomas LeRoy Collins | 4 janvier 1955    | 3 janvier 1961    |       | démocrate   |
| 34 | C. Farris Bryant     | 3 janvier 1961    | 5 janvier 1965    |       | démocrate   |
| 35 | W. Haydon Burns      | 5 janvier 1965    | 3 janvier 1967    |       | démocrate   |
| 36 | Claude R. Kirk, Jr.  | 3 janvier 1967    | 5 janvier 1971    |       | républicain |
| 37 | Reubin O'D. Askew    | 5 janvier 1971    | 2 janvier 1979    |       | démocrate   |
| 38 | Bob Graham           | 2 janvier 1979    | 3 janvier 1987    |       | démocrate   |
| 39 | J. Wayne Mixon       | 3 janvier 1987    | 6 janvier 1987    |       | démocrate   |
| 40 | Bob Martinez         | 6 janvier 1987    | 8 janvier 1991    |       | républicain |
| 41 | Lawton Chiles        | 8 janvier 1991    | 12 décembre 1998  |       | démocrate   |
| 42 | Buddy MacKay         | 12 décembre 1998  | 5 janvier 1999    |       | démocrate   |
| 43 | Jeb Bush             | 5 janvier 1999    | 2 janvier 2007    |       | républicain |
| 44 | Charlie Crist        | 2 janvier 2007    | 29 avril 2010     |       | républicain |
| 44 | Charlie Crist        | 29 avril 2010     | 4 janvier 2011    |       | indépendant |
| 45 | Rick Scott           | 4 janvier 2011    | 8 janvier 2019    |       | républicain |
| 46 | Ron DeSantis         | 8 janvier 2019    | en cours          |       | républicain |